# Universidade de Rennes I
A Université Rennes 1 é uma das 2 universidades de Rennes, França, ciências sociais, junto com o IEP, "Institut d'Études Politiques de Rennes" (Instituto de Estudos Políticos), o direito, a economia, medicina, farmácia e ciências duras.

O campus, situado no grande projecto arquitectónico de Rennes dos anos 1960, o Beaulieu, foi concebido e construído pela equipa de arquitecto Louis Arretche.